# Wakakusa
De Wakakusa (Japans: 若草山, Wakakusa-yama), ook gekend als Mikasa (三笠山 ; Mikasa-yama), is een 342 meter hoge berg in Nara, prefectuur Nara, Japan. Aan de voet van de berg ligt het Narapark.
Op de vierde zaterdag van januari wordt het dode gras op de berg verbrand tijdens het jaarlijks festival Yamayaki (山焼き). Deze traditie is vermoedelijk ontstaan uit een grensconflict in 1760 tussen twee tempels, Todai-ji en Kofuku-ji. Na het mislukken van de onderhandelingen werd heel de berg in brand gestoken. Een andere verklaring zou zijn dat dit gedaan werd voor de uitroeiing van een overvloed aan wilde zwijnen die overlast bezorgden. Het festival begint heden met het ceremoniële ontsteken van het gras door de leden van beide tempels, gevolgd door een vuurwerk.
Mikasa, een pannenkoek met rodebonenpasta, werd naar de berg genoemd. Op andere plaatsen in Japan noemt men dit gerecht dorayaki.

## Fotogalerij

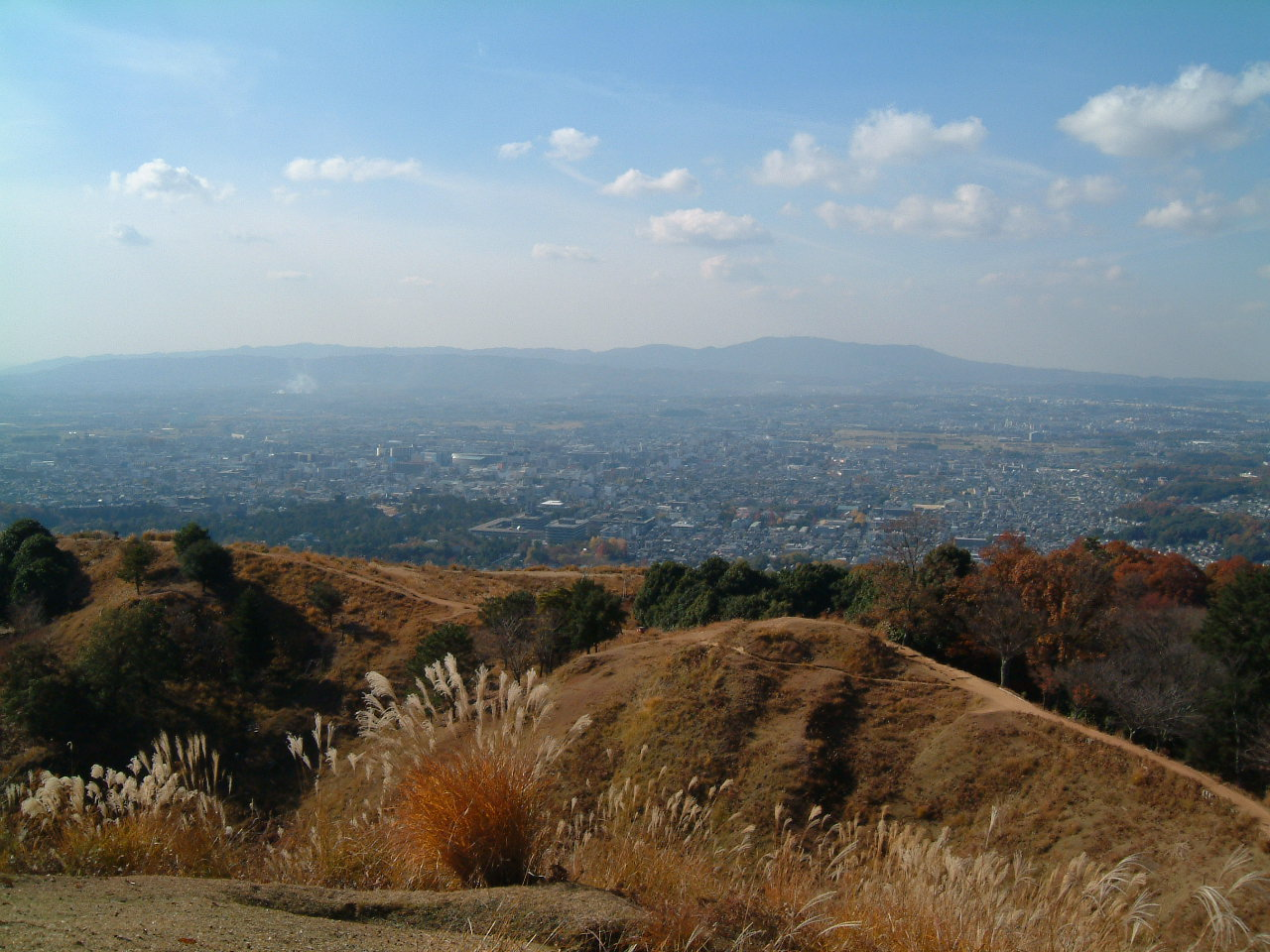
Zicht op Nara vanaf Wakakusa
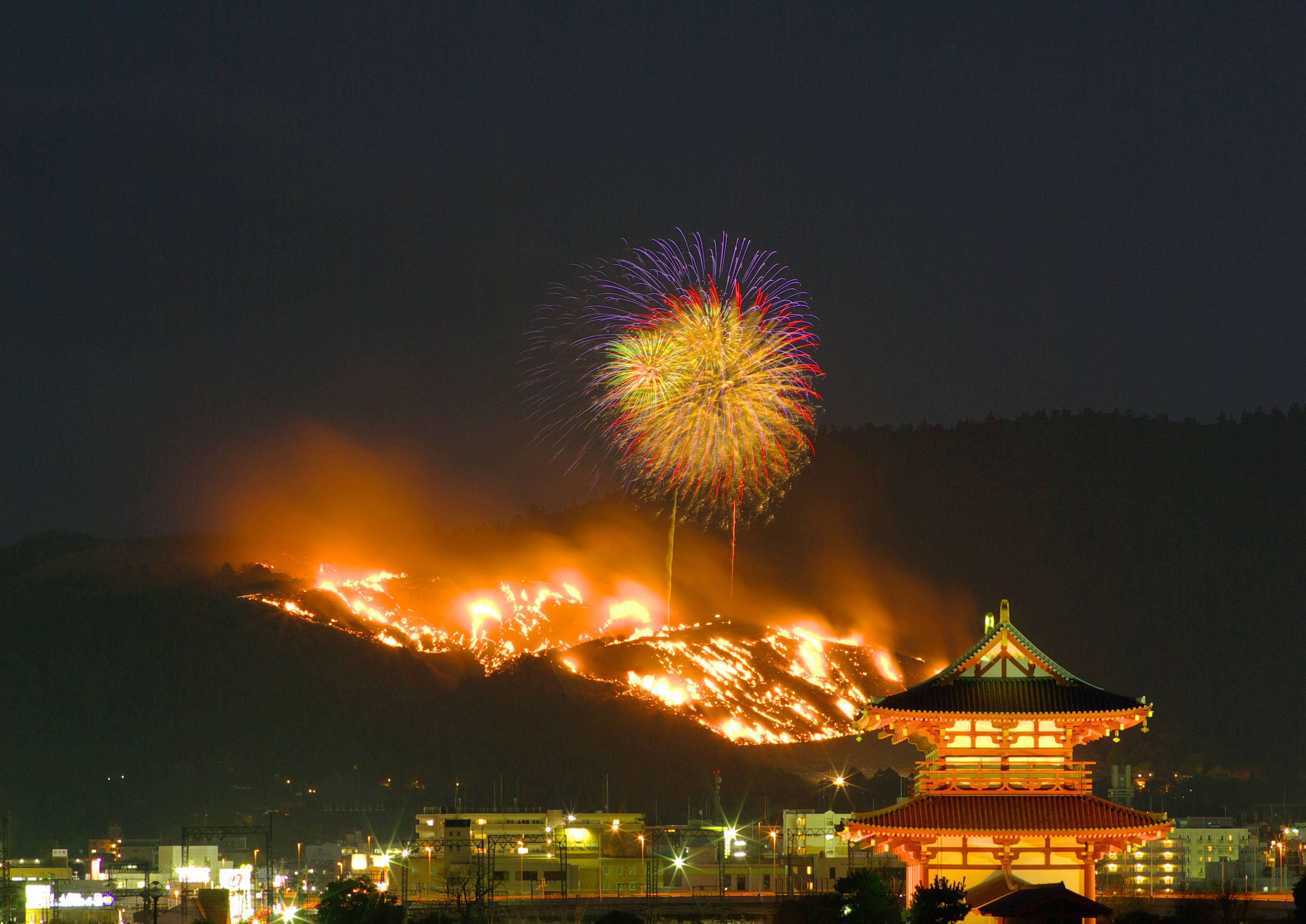
Verbranding van het dode gras